# Charles Starkweather
Charles Raymond Starkweather (ur. 24 listopada 1938, zm. 25 czerwca 1959) – amerykański seryjny morderca, który zabił 11 ludzi w stanach Nebraska i Wyoming, podczas drogowej podróży ze swoją niepełnoletnią dziewczyną Caril Ann Fugate. Jego historia stała się inspiracją dla wielu filmowców i muzyków. Za te zbrodnie został skazany na karę śmierci. Wyrok wykonano na krześle elektrycznym w Nebraska State Penitentiary.

## Życiorys
Starkweather urodził się w Lincoln, w stanie Nebraska w rodzinie Guya i Helen Starkweatherów. Rodzina była biedna, ale sam Charles bardzo dobrze wspominał czasy dzieciństwa. Spotykał się jednak ze złym traktowaniem przez inne dzieci w szkole. Wyśmiewały go, a to z kolei sprawiło, że Starkweather często uczestniczył w różnego rodzaju bójkach. Był bardzo zafascynowany postacią Jamesa Deana - stylizował się na niego i uważał za swojego największego bohatera.

## Ofiary
- Robert Colvert (1 grudnia 1957, strzał w głowę),
- Marion Barrlet (21 stycznia 1958, strzał w głowę),
- Velda Barrlet (21 stycznia 1958, strzał w twarz i zadźganie nożem),
- Betty Jean Barrlet (21 stycznia 1958, ugodzona nożem w klatkę piersiową),
- August Meyer (27 stycznia 1958, zastrzelony),
- Robert Jensen (28 stycznia 1958, sześć strzałów w głowę),
- Carol King (28 stycznia 1958, strzał w głowę i wielokrotne rany brzucha),
- Clara Ward (28 stycznia 1958, zadźgana nożem),
- C. Lauer Ward (28 stycznia 1958, zastrzelony),
- Lillian Fencl (28 stycznia 1958, zadźgana nożem),
- Merle Collison (29 stycznia 1958, zastrzelony).

## Inspiracje
Morderstwa Starkeathera i Fugate zainspirowały reżyserów takich filmów jak Dzikość serca, Urodzeni mordercy, Badlands, Prawdziwy romans czy Kalifornia.
Bruce Springsteen owym wydarzeniom poświęcił utwór "Nebraska".